# Kecamatan Karawang
Kecamatan Karawang är ett distrikt i Indonesien.   Det ligger i kabupatenet Kabupaten Karawang och provinsen Jawa Barat, i den västra delen av landet, 50 km öster om huvudstaden Jakarta.
Kecamatan Karawang delas in i:
- Kelurahan Tanjungpura
- Kelurahan Adiarsa
- Kelurahan Karawang Kulon
- Kelurahan Palumbonsari